# Cyanistes
Cyanistes (pimpelmezen) is een geslacht van zangvogels uit de familie Paridae (mezen). De wetenschappelijke naam van het geslacht is voor het eerst geldig gepubliceerd in 1829 door Kaup.
De soorten van dit geslacht werden traditioneel in het geslacht Parus beschreven, maar sinds 2005 is het een apart geslacht Cyanistes.

## Soorten
De volgende soorten zijn bij het geslacht ingedeeld:
- Cyanistes caeruleus – Pimpelmees
- Cyanistes cyanus – Azuurmees
- Cyanistes teneriffae – Afrikaanse pimpelmees

## Afbeeldingen

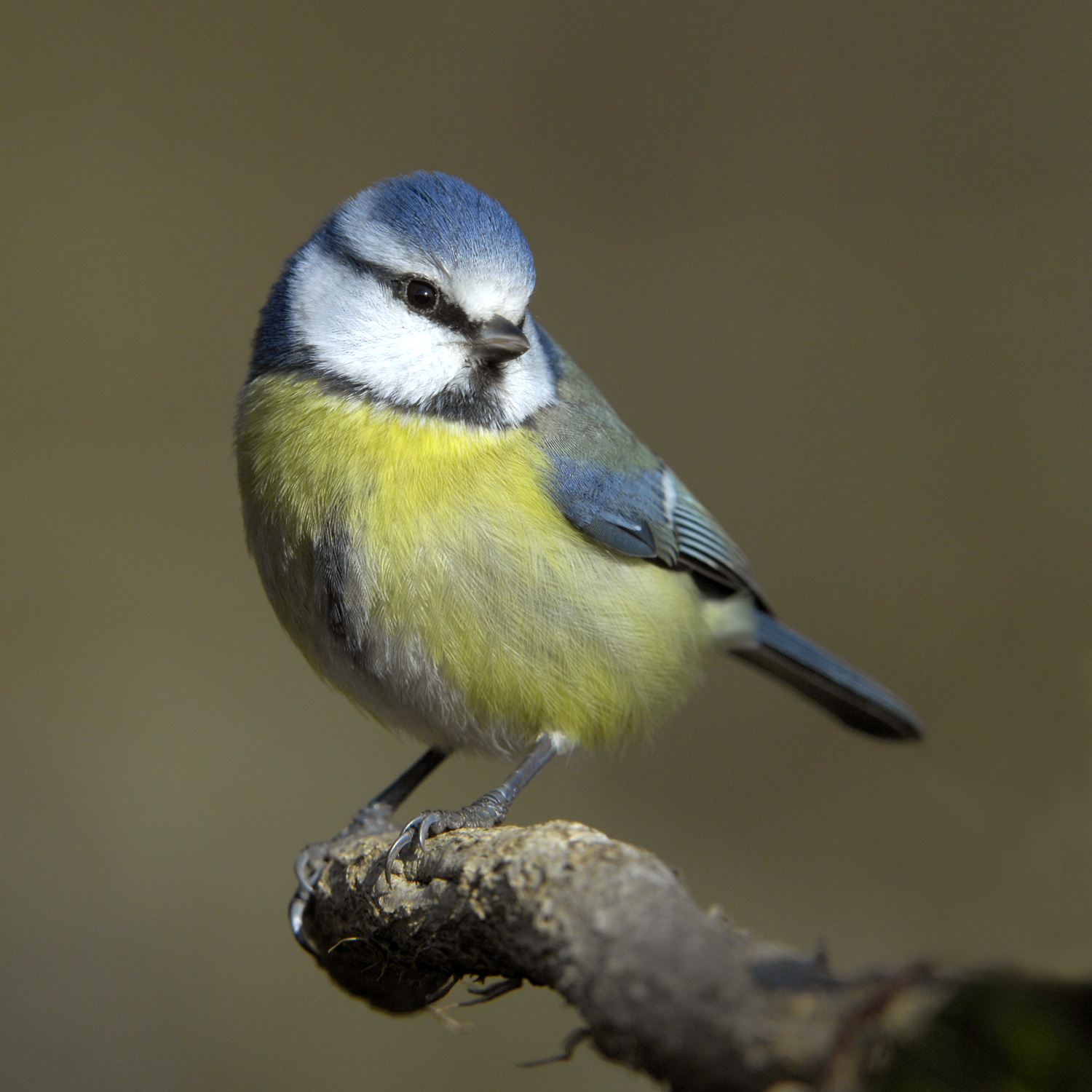
Pimpelmees
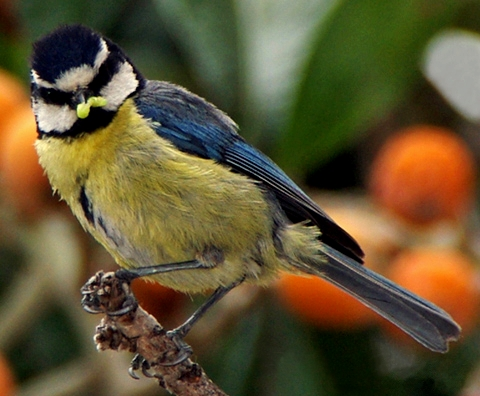
Afrikaanse pimpelmees
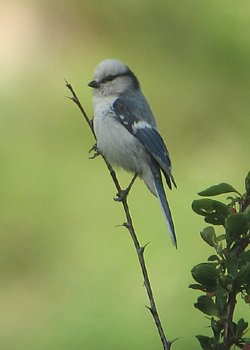
Azuurmees